# Gene Lockhart
Pour les articles homonymes, voir Lockhart.
Gene Lockhart est un acteur, scénariste et compositeur canadien né le 18 juillet 1891 à London (Canada), mort le 31 mars 1957 à Santa Monica (Californie).

## Filmographie

### comme acteur

#### Années 1920
- 1922 : La Victoire du cœur (Smilin' Through) de Sidney Franklin : Village Rector

#### Années 1930
- 1933 : The No Man de Roy Mack
- 1933 : Paul Revere, Jr. de Roy Mack
- 1934 : Rambling 'Round Radio Row #8 : Banker
- 1934 : Avec votre permission (By Your Leave) de Lloyd Corrigan  : Skeets
- 1934 : La Joyeuse Fiancée (The Gay Bride) de Jack Conway : Jim Smiley
- 1935 : Capitaine Ouragan (Captain Hurricane) de John S. Robertson : Captain Jeremiah Taylor
- 1935 : I've Been Around de Philip Cahn : Sunny Ames
- 1935 : Tempête sur les Andes (Storm Over the Andes) de Christy Cabanne : Cracker
- 1935 : L'Étoile de minuit (Star of Midnight) de Stephen Roberts : Horatio Swayne
- 1935 : Thunder in the Night de George Archainbaud : Gabor
- 1935 : Crime et Châtiment (Crime and Punishment) de Josef von Sternberg : Lushin
- 1936 : L'Affaire Garden (The Garden Murder Case), d'Edwin L. Marin  : Edgar Lowe Hammle
- 1936 : Brides Are Like That de William C. McGann : John 'Jackie Boy' Robinson
- 1936 : Le Premier Né (The First Baby) de Lewis Seiler : Mr. Ellis
- 1936 : Times Square Playboy de William C. McGann : P.H. 'Ben' / 'Pig Head' Bancroft
- 1936 : Passe-partout (Earthworm Tractors) de Ray Enright : George Healey
- 1936 : L'Enchanteresse (The Gorgeous Hussy) de Clarence Brown : Major William O'Neal
- 1936 : Au seuil de la vie (The Devil Is a Sissy) de W. S. Van Dyke et Rowland Brown : Mr. Jim 'Murph' Murphy
- 1936 : Bonne Blague (Wedding Present) de Richard Wallace : Archiduc
- 1936 : Come Closer, Folks (en) de D. Ross Lederman : Elmer Woods
- 1936 : Mind Your Own Business de Norman Z. McLeod : Bottles
- 1936 : Career Woman de Lewis Seiler : Oncle Billy Burly
- 1937 : Mama Steps Out de George B. Seitz : Mr. Sims
- 1937 : Too Many Wives de Ben Holmes : Winfield Jackson
- 1937 : Place aux jeunes (Make Way for Tomorrow) de Leo McCarey : Mr. Henning
- 1937 : La Fiancée du Cheik (The Sheik Steps Out) d'Irving Pichel  : Samuel P. Murdock
- 1937 : Hollywood Hollywood (Something to Sing About) de Victor Schertzinger : Bennett O. 'B.O.' Regan
- 1938 : Of Human Hearts : Quid, the Janitor
- 1938 : Malfaiteurs au paradis (Sinners in Paradise) de James Whale : State Senator John P. Corey
- 1938 : Stocks and Blondes : A Stockbroker Character
- 1938 : Les hommes sont si bêtes (Men Are Such Fools) de Busby Berkeley : Bill Dalton
- 1938 : Casbah (Algiers) : Regis
- 1938 : Penrod's Double Trouble : Mr. Schofield
- 1938 : Meet the Girls : Homer Watson
- 1938 : Surprise Camping (Listen, Darling), d'Edwin L. Marin : Mr. Arthur Drubbs
- 1938 : Blondie : Clarence Percival 'C.P.' Hazlip
- 1938 : Un conte de Noël (A Christmas Carol) d'Edwin L. Marin : Bob Cratchit
- 1938 : Amants (Sweethearts) : Augustus
- 1939 : I'm from Missouri : Porgie Rowe
- 1939 : Et la parole fut (The Story of Alexander Graham Bell) : Thomas Sanders
- 1939 : Hotel Imperial (en) : Elias
- 1939 : Un homme à la plage (Tell No Tales) : Arno
- 1939 : Bridal Suite : Cornelius McGill
- 1939 : Our Leading Citizen : J.T. Tapley
- 1939 : Chantage (Blackmail), de H. C. Potter : William 'Bill' Ramey
- 1939 : Geronimo le peau rouge (en) (Geronimo) : Gillespie

#### Années 1940
- 1940 : La Dame du vendredi (His Girl Friday) de Howard Hawks : Sheriff Peter B. Hartwell
- 1940 : Abraham Lincoln (Abe Lincoln in Illinois) : Stephen Douglas
- 1940 : La Vie de Thomas Edison (Edison, the Man) de Clarence Brown : Mr. Taggart
- 1940 : Pago Pago, île enchantée (South of Pago Pago) d'Alfred E. Green : Lindsay
- 1940 : We Who Are Young : Carl B. Beamis, Accountex Manager
- 1940 : Dr. Kildare Goes Home (en) : George Winslow
- 1940 : Une dépêche Reuter (A Dispatch from Reuter's) : Otto Bauer
- 1940 : Keeping Company : Mr. Hellman
- 1941 : Le Vaisseau fantôme (The Sea Wolf) : Dr. Louis J. Prescott
- 1941 : L'Homme de la rue (Meet John Doe) de Frank Capra : Mayor Lovett
- 1941 : Billy the Kid le réfractaire (Billy the Kid) : Dan Hickey
- 1941 : One Foot in Heaven : Preston Thurston
- 1941 : Cinquième bureau (International Lady) : Sidney Grenner
- 1941 : Tous les biens de la terre (All That Money Can Buy / The Devil and Daniel Webster) de William Dieterle : Squire Slossum
- 1941 : La Charge fantastique (They Died with Their Boots On) : Samuel Bacon, Esq.
- 1941 : Steel Against the Sky : Frederick John Powers
- 1942 : Juke Girl : Henry Madden
- 1942 : Les Folles Héritières (The Gay Sisters) : Mr. Herschell Gibbon
- 1942 : You Can't Escape Forever : Carl Robelink
- 1943 : Et la vie recommence (Forever and a Day) : Cobblewick
- 1943 : Les Bourreaux meurent aussi (Hangmen Also Die!) : Emil Czaka (brewer)
- 1943 : Mission à Moscou (Mission to Moscow) : Premier Molotov
- 1943 : Find the Blackmailer : John M. Rhodes
- 1943 : Du sang sur la neige (Northern Pursuit) de Raoul Walsh : Ernst
- 1943 : Madame Curie
- 1943 : Le Chant du désert (The Desert Song) : Pere FanFan
- 1944 : Action in Arabia : Josef Danesco
- 1944 : La Route semée d'étoiles (Going My Way) : Ted Haines Sr.
- 1944 : Man from Frisco : Joel Kennedy
- 1945 : L'esprit fait du swing (That's the Spirit) de Charles Lamont : Jasper Cawthorne
- 1945 : La Maison de la 92e rue (The House on 92nd Street) : Charles Ogden Roper
- 1945 : Péché mortel (Leave Her to Heaven) : Dr. Saunders
- 1946 : Meet Me on Broadway de Leigh Jason : John Whittaker
- 1946 : Scandale à Paris (A Scandal in Paris) : le chef de Police Richet
- 1946 : Le Démon de la chair (The Strange Woman) : Isaiah Poster
- 1947 : L'Extravagante Miss Pilgrim (The Shocking Miss Pilgrim), de George Seaton : Saxon
- 1947 : Miracle sur la 34e rue (Miracle on 34th Street) : Juge Henry X. Harper
- 1947 : Sérénade à Mexico (Honeymoon) de William Keighley : Consul Prescott
- 1947 : Cynthia : Dr. Fred I. Jannings
- 1947 : La Fière Créole (The Foxes of Harrow) : Viscount Henri D'Arceneaux
- 1947 : Mon loufoque de mari (Her Husband's Affairs) : Peter Winterbottom
- 1948 : The Inside Story : Horace Taylor
- 1948 : La Naufragée (I, Jane Doe) : Arnold Matson
- 1948 : L'Amour sous les toits (Apartment for Peggy) : Prof. Edward Bell
- 1948 : Jeanne d'Arc (Joan of Arc) : Georges de la Trémouille (the king's chief counselor)
- 1948 : Scandale en première page (That Wonderful Urge) : Juge Parker
- 1949 : Les Marins de l'Orgueilleux (Down to the Sea in Ships) : Andrew L. Bush
- 1949 : The Sickle or the Cross : James John
- 1949 : Madame Bovary : M. Homais
- 1949 : Feu rouge (Red Light) : Warni Hazard
- 1949 : Vive monsieur le maire (The Inspector General) : le Maire

#### Années 1950
- 1950 : Jour de chance (Riding High) : J.P. Chase
- 1950 : Le Chevalier de Bacchus (The Big Hangover) : Charles Parkford
- 1951 : I'd Climb the Highest Mountain : Mr. Brock
- 1951 : Rhubarb, le chat millionnaire : Thaddeus J. Banner
- 1951 : The Lady from Texas (en) : Juge George Jeffers
- 1951 : Tales of Tomorrow (série tv)
- 1952 : Bonzo Goes to College (en) : Clarence B. Gateson
- 1952 : Une fille dans chaque port (A Girl in Every Port) : Garvey
- 1952 : Hoodlum Empire de Joseph Kane : Sen. Tower
- 1952 : Apache War Smoke : Cyril R. Snowden
- 1952 : Face to Face : Capt. Archbold ('The Secret Sharer')
- 1952 : Androclès et le Lion (Androcles and the Lion) de Chester Erskine : Menagerie keeper
- 1953 : La Petite Constance (Confidentially Connie) d'Edward Buzzell : Dean Edward E. Magruder
- 1953 : Madame voulait un manteau de vison (The Lady Wants Mink) de William A. Seiter : Mr. Heggie
- 1953 :  Down Among the Sheltering Palms de Edmund Goulding : Rev. Paul Edgett
- 1953 : Francis, journaliste (Francis Covers the Big Town) d'Arthur Lubin : Tom Henderson
- 1953 : The Backbone of America (TV)
- 1954 : Alerte à Singapour (World for Ransom) de Robert Aldrich : Alexis Pederas
- 1955 : Courage Indien (The Vanishing American) de Joseph Kane : Blucher
- 1955 : Homer Bell (série TV) : Juge Homer Bell (1955)
- 1956 : Carousel d'Henry King : Starkeeper / Dr. Seldon
- 1956 : L'Homme au complet gris (The Man in the Gray Flannel Suit) de Nunnally Johnson : Bill Hawthorne
- 1957 : Un seul amour (Jeanne Eagels) de George Sidney : Equity Board President

### comme scénariste
- 1943 : Et la vie recommence